# Noordhinderbanki ütközet
A noordhinderbanki ütközet egy kisebb összecsapás volt 1915. május 1-én egy brit romboló-flottilla által támogatott felfegyverzett halászhajóraj és két német torpedónaszád között az első világháború során az Északi-tengeren. A két német torpedónaszádot mentőakcióra küldték ki és ennek során futottak bele az őrjáratozó gőzhajókba, melyekkel harcba keveredtek. A gőzösök segítségére érkező brit rombolók elsüllyesztették a német hajókat.

## Előzmények
A 7. romboló-félflottilla texeli ütközetben való elveszítése után a németek ódzkodtak offenzív hadműveletek végrehajtásától a flamand partok térségében. Ennek ellenére Ludwig von Schröder, a Flandriai Haditengerészeti Hadtest (Marinekorps Flandern) parancsnoka tengeralattjárók és rombolók áthelyezését kérte, melyekből hónapok múlva többet is a rendelkezésére bocsátottak. Bár a kis torpedónaszádok fegyverzete és vízkiszorítása jóval kisebb volt annál, mint amit Schröder várt volna, megérkezésük után egyből bevetették őket. A beérkezett 15 darab A osztályú torpedónaszádból megalakította a Flandria Torpedónaszád-Flottillát (Torpedoboot-Flottille Flandern) Hermann Schoemann korvettkapitány vezetésével.
Három nappal később, 1915. május 1-én két német felderítő hidroplán négy gőzöst észlelt a Noordhinder-padnál.  Az egyik repülőgépnek kényszerleszállást kellett végeznie a tengeren és kimentésükre valamint a gőzösök megsemmisítésére Schoemannt küldték ki az A 2 és A 6 (Hilger Senden sorhajóhadnagy) jelű torpedónaszádokkal.
Ugyanekkor a Temze torkolatánál a Galloper világítóhajó előtt járőröző Recruit rombolót elsüllyesztette az UB 6 jelű tengeralattjáró. A torpedó a rombolót kettétörte és személyzetéből 39 fő életét veszítette. Vele tartó testvérhajója, a Brazen, valamint a felderítőgép által korábban észlelt négy felfegyverzett gőzös a támadó tengeralattjáró felkutatására indult. Az A 2 és az A 6 16:00-kor találkoztak össze a felfegyverzett gőzösökkel a Noordhinder-padnál. A Columbia, Barbados (zászlóshajó), Chirsit és Miura gőzösök James Domville hadnagy parancsnoksága alatt álltak. A gőzösök mindegyike egy 47 mm-es ágyúval rendelkezett, míg a német naszádok 1-1 8,8 cm-es ágyúval és 2-2 torpedóvetőcsővel rendelkeztek.

## Az ütközet

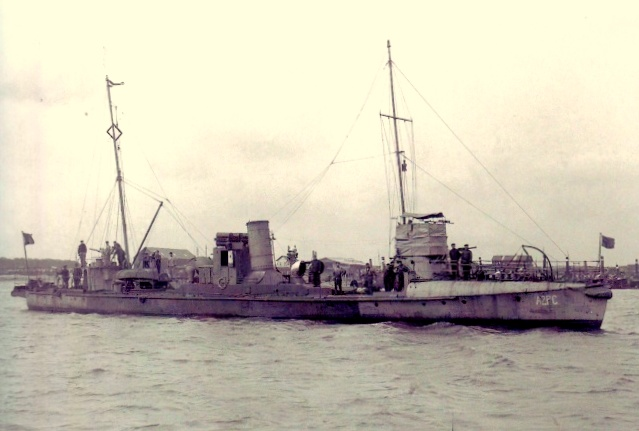
A-I típusú torpedónaszád (az A 12 a háború után már belga szolgálatban)

Amint Schoemann naszádjai megpillantották a gőzösöket, tüzet nyitottak rájuk, Domville pedig felvette az erősebb ellenféllel a harcot. Az A2 és az A6 torpedókat lőtt ki a brit hajókra, de a négy torpedóból csak egy talált célba, mely elsüllyesztette a Columbiát. A Barbados nekirohant az A 6-nak és oly mértékben megrongálta, hogy a németek a visszavonulás mellett döntöttek, de még előtte egy hadnagyot és két matrózt kimentettek a Columbia legénységéből. A harcok során Domville is elesett.
A gőzösök riadóztatták a Harwichban állomásozó erőket (Harwich Force) és a megsegítésükre négy Laforey-osztályú rombolót küldtek ki (Laforey, Lawford, Leonidas, Lark). A brit rombolók röviddel a helyszínre érkezésük után észlelték a német hajókat. A jelentős hátrányba került torpedónaszádok a flamand partok irányába igyekeztek menekülni nyomukban a britekkel. Amint beérték őket, egy közel egyórás tűzpárbaj vette kezdetét, melynek végére a két német torpedónaszád elsüllyedt. Számos német tengerész, köztük a flandriai flottilla parancsnoka odaveszett a harcban. A brit rombolóknak nem volt emberveszteségük.

## Veszteségek
A britek a Columbiát elveszítették, a Barbados pedig megrongálódott. A Columbia legénységéből 16 fő veszítette életét, csak egy matrózt sikerült élve kimenteni a harc elültével. A németek elveszítették az A 2 és A 6 torpedónaszádokat. Veszteségük 13 halott (köztük Schoemann korvettkapitány) valamint 46 fogságba esett tengerész volt. A Columbia kimentett három brit tengerészét, mint kiderült az egyik torpedónaszád alsófedélzetén zárták el és a hajó elsüllyedésekor veszítették életüket. A fogságba esett német tengerészek állítása szerint nem volt már elég idejük a szabadon engedésükre és ők maguk is alig tudtak megmenekülni a süllyedő hajóról.

## Következmények
A torpedónaszádok elveszítése nagy hatással volt a Flandriában állomásozó német haditengerészeti egységek moráljára, mivel a két új egységet röviddel előtte bocsátották rendelkezésükre. A noordhinderbanki akció felhívta a német haditengerészet főparancsnokságának figyelmét arra, hogy a Flandriába áthelyezett flottilla nemhogy a La Manche hajóforgalmának zavarásához, de még a számára kijelölt partszakasz védelméhez szükséges erőkkel sem rendelkezett. Hasonló veszteségek után az A-osztályú torpedónaszádokat már csak partvédelmi feladatokkal láttak el és tartalékba helyezték őket, miután Schröder kérésére nagyobb és erősebb fegyverzetű torpedónaszádokat (rombolókat) helyeztek át a flandriai flottillához az erőegyensúly helyreállítására a térségben.

## Fordítás
- Ez a szócikk részben vagy egészben  a   Battle off Noordhinder Bank című angol Wikipédia-szócikk ezen változatának fordításán alapul.  Az eredeti cikk szerkesztőit annak laptörténete sorolja fel. Ez a jelzés csupán a megfogalmazás eredetét és a szerzői jogokat jelzi, nem szolgál a cikkben szereplő információk forrásmegjelöléseként.